# Municipio de Manhattan (Kansas)
El municipio de Manhattan (en inglés: Manhattan Township) es un municipio ubicado en el condado de Riley en el estado estadounidense de Kansas. En el año 2010 tenía una población de 2444 habitantes y una densidad poblacional de 28,19 personas por km².

## Geografía
El municipio de Manhattan se encuentra ubicado en las coordenadas 39°8′24″N 96°31′43″O / 39.14000, -96.52861. Según la Oficina del Censo de los Estados Unidos, el municipio tiene una superficie total de 86.7 km², de la cual 83.78 km² corresponden a tierra firme y (3.37%) 2.92 km² es agua.

## Demografía
Según el censo de 2010, había 2444 personas residiendo en el municipio de Manhattan. La densidad de población era de 28,19 hab./km². De los 2444 habitantes, el municipio de Manhattan estaba compuesto por el 89.36% blancos, el 3.31% eran afroamericanos, el 0.65% eran amerindios, el 0.61% eran asiáticos, el 0.2% eran isleños del Pacífico, el 2% eran de otras razas y el 3.85% pertenecían a dos o más razas. Del total de la población el 6.79% eran hispanos o latinos de cualquier raza.